# 甜甜廿四味
《甜甜廿四味》（英語：Agency 24），又名《甜甜二十四味》，香港麗的電視經典電視劇，於1981年首播，共20集。本劇由張國榮、倪詩蓓、鍾保羅、莫少聰及文雪兒等領銜主演。

## 劇情簡介
三個剛踏出校門的年青人許杰Mike Hui（張國榮飾）、李一男（鍾保羅／莫少聰飾）、王鶴群（蔡鎮川飾），同因會考落敗，升學不成，去一間廣告公司做低級職員，由於同處卑微的地位，而使三人成為患難之交，繼而聯手對付勢利的廣告公司經理Wallen（黃植森飾）和那愛管閒事的老姑婆Miss孔（邵音音飾）。三人在苦樂參半的青春道上，印證了年輕歲月的純真友誼，而Mike亦開始踏上歌星之路。

## 演員表

### 李家
- 鍾保羅 飾演 Yor （李一男）（第一至七集：因拍攝期間遇上車禍，弄傷了腳，故其角色由莫少聰頂替。）
- 莫少聰 飾演 Yor （李一男）（第八至二十集）
- 良鳴 飾演 Yor父
- 蔡丁帶 飾演 Yor母
- 文雪兒  飾演Cat（陳細玲）（花名「細Cat」，第七集成為Yor的妻子）

許家
- 張國榮 飾演 Mike Hui（許傑）
- 倪詩蓓 飾演 Hailey （花名「公仔」，Mike之女朋友）
- 鮑漢琳  飾演 Mike父
- 馮真   飾演  Mike母

王家
- 蔡鎮川 飾演 王鶴群（花名「水牛」）
- 許英秀 飾演  水牛父

艾家
- 關之琳 飾演 艾明
- 洪玲玲 飾演  艾明母

陳家
李燕萍  飾演 Cat母

### 其他演員
- 張少媚 飾演 Dolly
- 黃植森 飾演 Wallen（姓譚，花名「豬頭」，Mike之老闆及經理人）
- 苗金鳳 飾演 譚太（Wallen妻）
- 邵音音 飾演 Miss孔（花名「老姑婆」，豬頭公司的主管）
- 黎小田 飾演 余生（Mike、Yor的上司）
- 江　濤 飾演 林公子
- 周俊明 飾演 Ben
- 黃一飛 飾演 書店老闆
- 夏玉麟 飾演 Steven陳、方經理、Tony
- 方　傑 飾演 李奇
- 馬家駿 飾演 阿威（Mike的同學）
- 陳太源 飾演 DJ

## 電視劇歌曲
- 主題曲《甜甜廿四味》主唱：盧業瑂
- 插曲《一束小菊花》主唱：盧業瑂主唱。
- 插曲《相愛復何求》主唱：葉振棠主唱。
- 插曲《暗戀》主唱：張國榮

張國榮（飾歌星Mike Hui）在劇中唱過幾首歌，包括：
- 插曲《陌上歸人》原唱：區瑞強（第七集）
- 插曲《暗戀》原唱：張國榮（此曲未發行）
- 插曲《問我》原唱：陳麗斯
- 插曲《You've Got a Friend（英语：You've Got a Friend）》原唱：卡洛爾·金（1971年發行）

## 幕後工作人員
- 片頭：胡學文、阮惠釗
- 宣傳：盧國沾
- 服裝：梁慧、潘國鈾
- 化粧：關良
- 髮飾：李慧英
- 搭景：周玉鈿
- 道具：黃漢球
- 佈景：葉蔭槐、葉一帛、丘詩銘（主任）
- 資料搜集：張炎江、何維佩、符海、何光榮
- 攝影：陳錦泉
- 音響：鄒鳳林
- 燈光：盧國權
- 場務：汪志良
- 外景攝影：李萬傑、王鐵、歐陽國威、何寶堯
- 外景燈光：馮漢權、石發、何柏賢、潘超安、陳錦麟
- 外景收音：胡漢峄、盧海樂、劉家來、麥宗明
- 外景主任：戴桂良
- 剪接：楊友強
- 器材調配：陳耀邦
- 配樂：呂舒寧
- 效果：鄺偉雄、梁海國、黎偉波、林漢民
- 劇本統籌：姜寧
- 策劃：李烱楷

## 特色
- 以1980年代香港都市風景為場景，劇中外景包括天星碼頭、皇后碼頭、大會堂、卜公碼頭、怡和大廈／康樂廣場、維多利亞港、九龍塘、北角碼頭、荔園、啟德機場、啟德遊樂場等。

## 軼聞
劇中主角張國榮及倪詩蓓於拍攝此劇時傳出緋聞，同時有指倪詩蓓與某女藝員因私人原因而抵觸藝員紀律，並被麗的電視「雪藏」半年。

## 外部連結
- 甜甜廿四味 演員及幕後工作人員名單 （页面存档备份，存于）
- 《甜甜二十四味》